# Adrián Solano (Radsportler)
Adrián Francisco Napoleon Solano Sánchez (* 17. Oktober 1951 in San José (Costa Rica)) ist ein ehemaliger Radrennfahrer aus Costa Rica.

## Sportliche Laufbahn
Solano war im Straßenradsport aktiv. Er war Teilnehmer der Olympischen Sommerspiele 1968 in Mexiko-Stadt. Im Mannschaftszeitfahren kam Costa Rica mit Adrián Solano, José Sánchez, José Manuel Soto und Miguel Ángel Sánchez auf den 27. Rang. Seine beste Platzierung in der Vuelta a Costa Rica war der 5. Platz 1970.

## Familiäres
Sein Bruder Humberto Solano war ebenfalls Radrennfahrer und Olympiateilnehmer.